# Podejźrzon wirginijski
Podejźrzon wirginijski (Botrychium virginianum (L.) Sw.) – gatunek rośliny z rodziny nasięźrzałowatych. 

## Rozmieszczenie geograficzne
Występuje w Azji, Europie i Ameryce. Był uważany za wymarły na terenie Polski, ale w 2010 odnaleziono niewielką populację w Puszczy Augustowskiej składającą się z 14 osobników. Jak do tej pory jest to jedyna znana populacja tego gatunku w Polsce.

## Morfologia
PokrójRoślina do 80 cm wysokości.
LiśćPodzielony na część płonną oraz zarodnionośną. Część płonna wiotka, trójkątna, 2–4-krotnie pierzasta, oddzielona od zarodnionośnej w górnej połowie liścia. Część zarodnionośna 2–3-krotnie pierzasta, dwa razy dłuższa od płonnej.

## Biologia i ekologia
Bylina, geofit. Zarodnie dojrzewają od czerwca do sierpnia. Rośnie w lasach liściastych i mieszanych.

## Zagrożenia i ochrona
Kategorie zagrożenia gatunku:
- Kategoria zagrożenia w Polsce według Czerwonej listy roślin i grzybów Polski (2006)[7]: EX (wymarły i zaginiony); 2016: CR (krytycznie zagrożony)[8]
- Kategoria zagrożenia w Polsce według Polskiej czerwonej księgi roślin: CR (critical, krytycznie zagrożony)[9]

Roślina objęta w Polsce ścisłą ochroną gatunkową od 2004 roku.